# Pol Claeys
Pol Claeys (Zedelgem, 27 april 1933 - Zedelgem, 7 oktober 2011) was een Vlaams ondernemer en sportleider. Hij was directeur van fietsenfabrikant Flandria en oprichter van de succesvolle Flandria-wielerploeg.
Pol Claeys was de zoon van Aimé Claeys, die in de jaren 50 het bedrijf Flandria afsplitste van het succesvolle bedrijf van de familie Claeys. Een ander deel van de fabriek ging naar Remi Claeys, die Superia oprichtte. Pol Claeys volgde zijn vader op als directeur van het bedrijf en richtte in 1959 de wielerploeg Flandria op. De ploeg zou 20 jaar actief blijven. Van 1959 tot 1979 passeerden 429 profrenners bij de ploeg en bijna alle grote Belgische wielrenners uit die periode reden enig tijd bij Flandria, zoals Briek Schotte, Rik Van Looy, Walter Godefroot, Jempi Monseré en Freddy Maertens. Ploegleiders waren onder meer Lomme Driessens, Briek Schotte en Noël Foré. Ook in het veldrijden kende de ploeg succes met Erik De Vlaeminck en op de piste met Patrick Sercu. Hij sponsorde in die periode ook bokser Jean-Pierre Coopman, die de sponsornaam uitdroeg tot in een legendarisch duel met Muhammad Ali. Pol Claeys maakte van Flandria een toonaangevend bedrijf op de markt van bromfietsen en fietsen, maar het Flandria-imperium stortte in 1979 in. De fabriek ging dicht en de wielerploeg verdween. Ook in het wielrennen leverde de familie Claeys strijd, want ook Superia sponsorde enig tijd een wielerploeg.
In 1976 trok Claeys in Torhout de paardenmanege en feestzaal Flandria Ranch op. Het complex werd opgetrokken in landbouwzone, zonder vergunning, en kreeg ooit de titel "Grootste bouwmisdrijf van Vlaanderen" mee. Ook ex-toprenners Freddy Maertens, Michel Pollentier en Marc Demeyer raakten betrokken, en leden financieel aan de ondergang van Flandria. Pol Claeys was onder meer ook sponsor en mecenas van de Zedelgemse voetbalclub Excelsior Zedelgem.
Pol Claeys overleed in oktober 2011 op 78-jarige leeftijd.